# فانجر أوخه
فانجر أوخه هي واحدة من جزر فريزيا ال32 في بحر الشمال الواقعة على شواطئ هولندا، ألمانيا والدنمارك.

## معرض صور

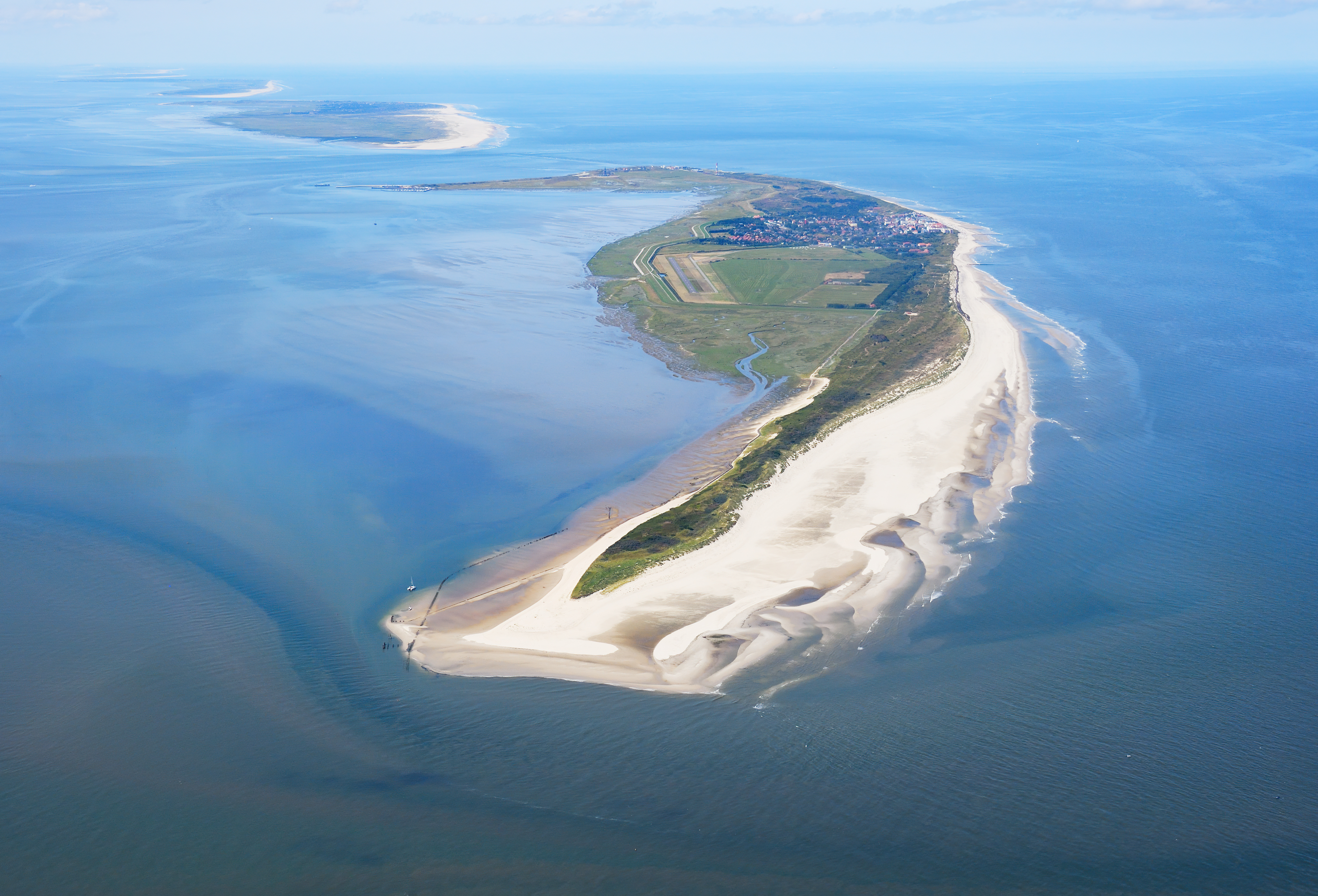
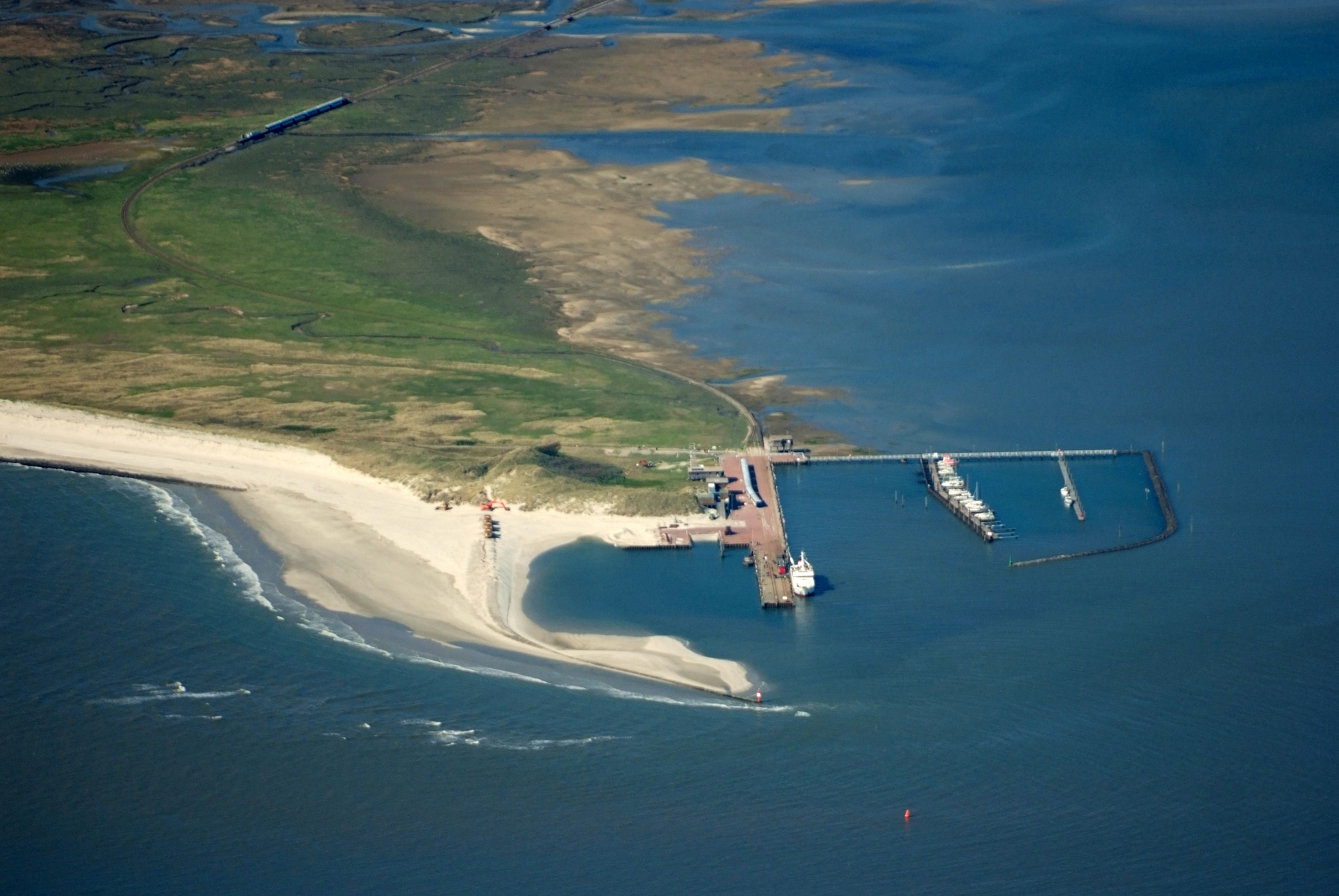
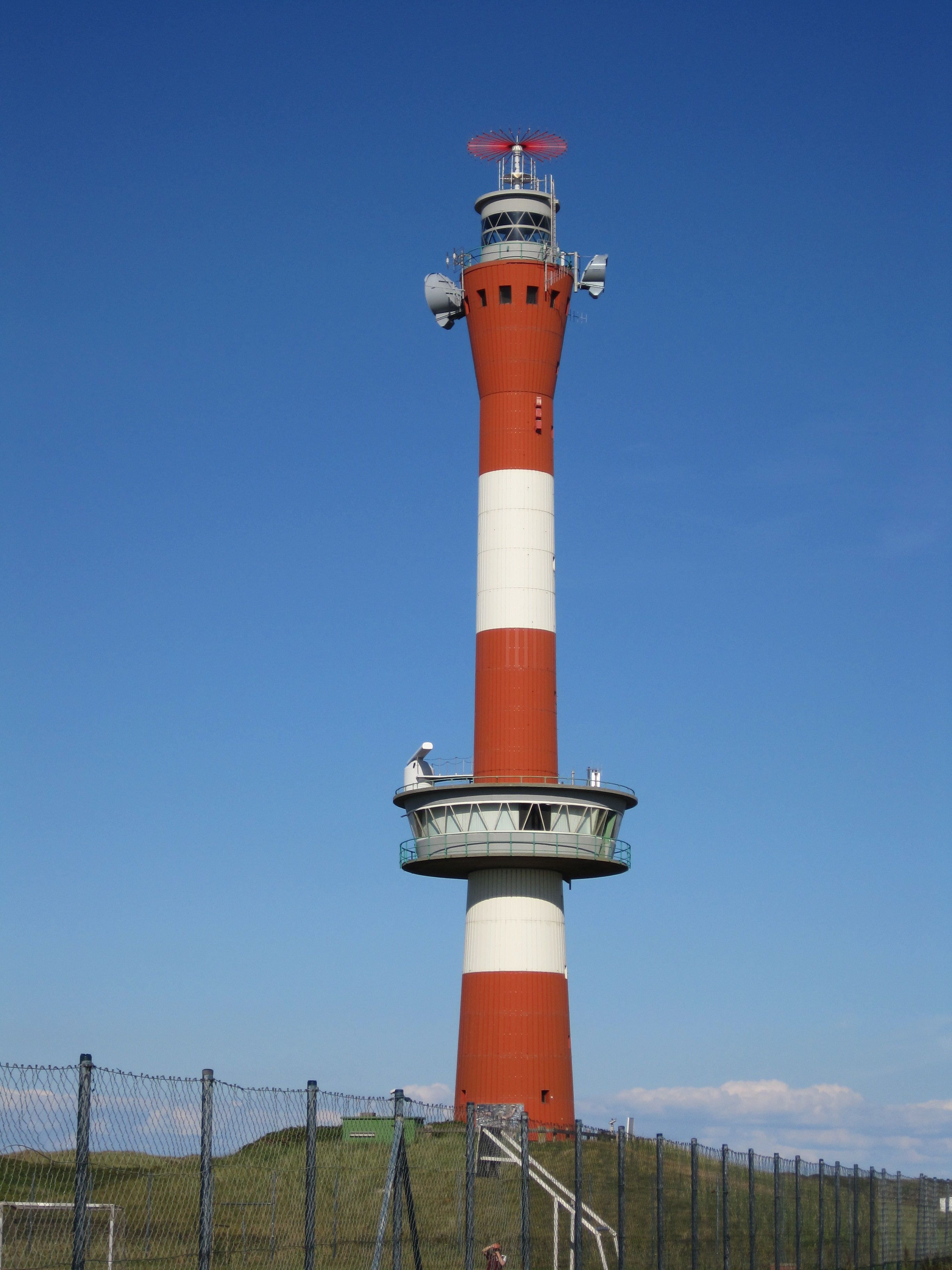
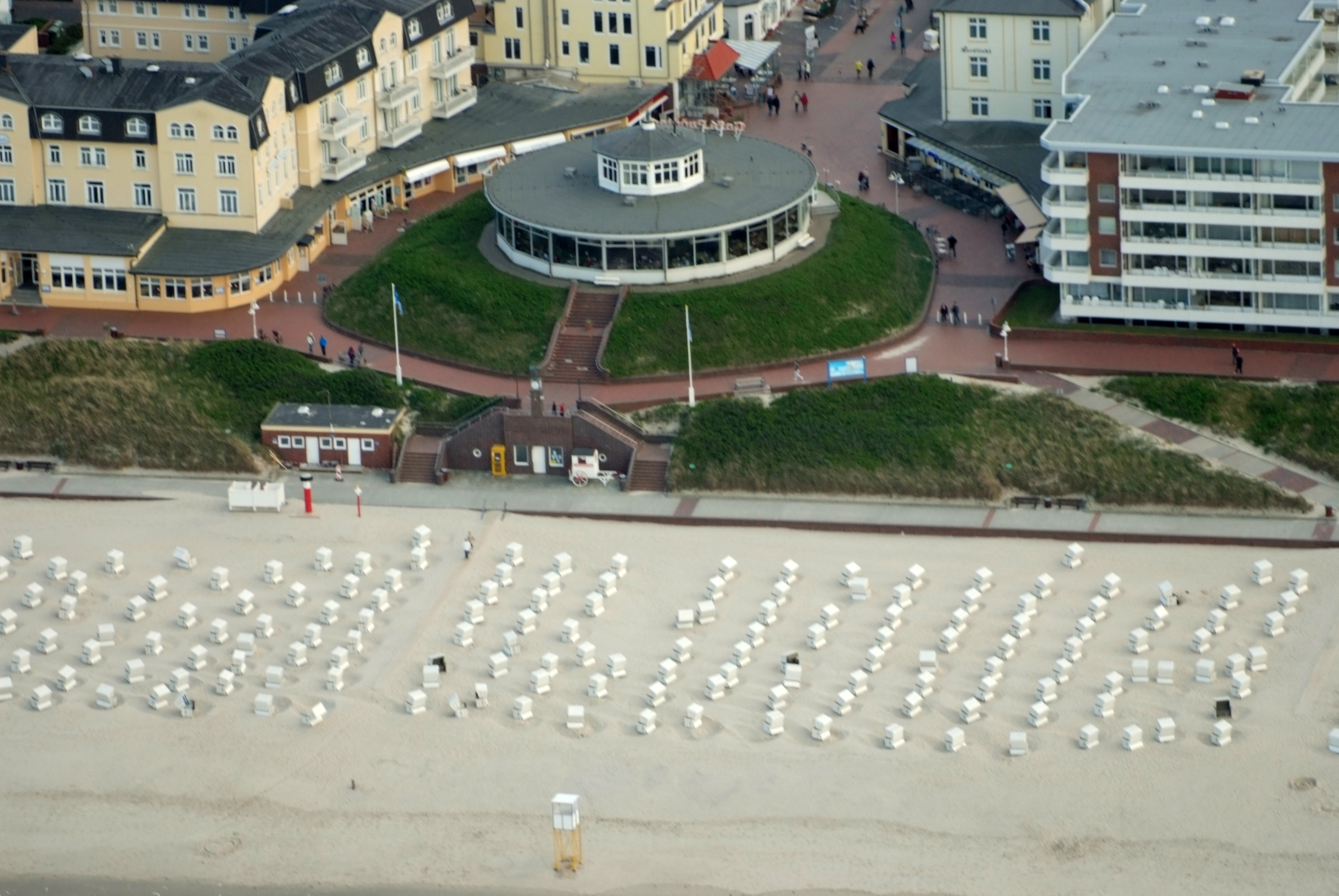
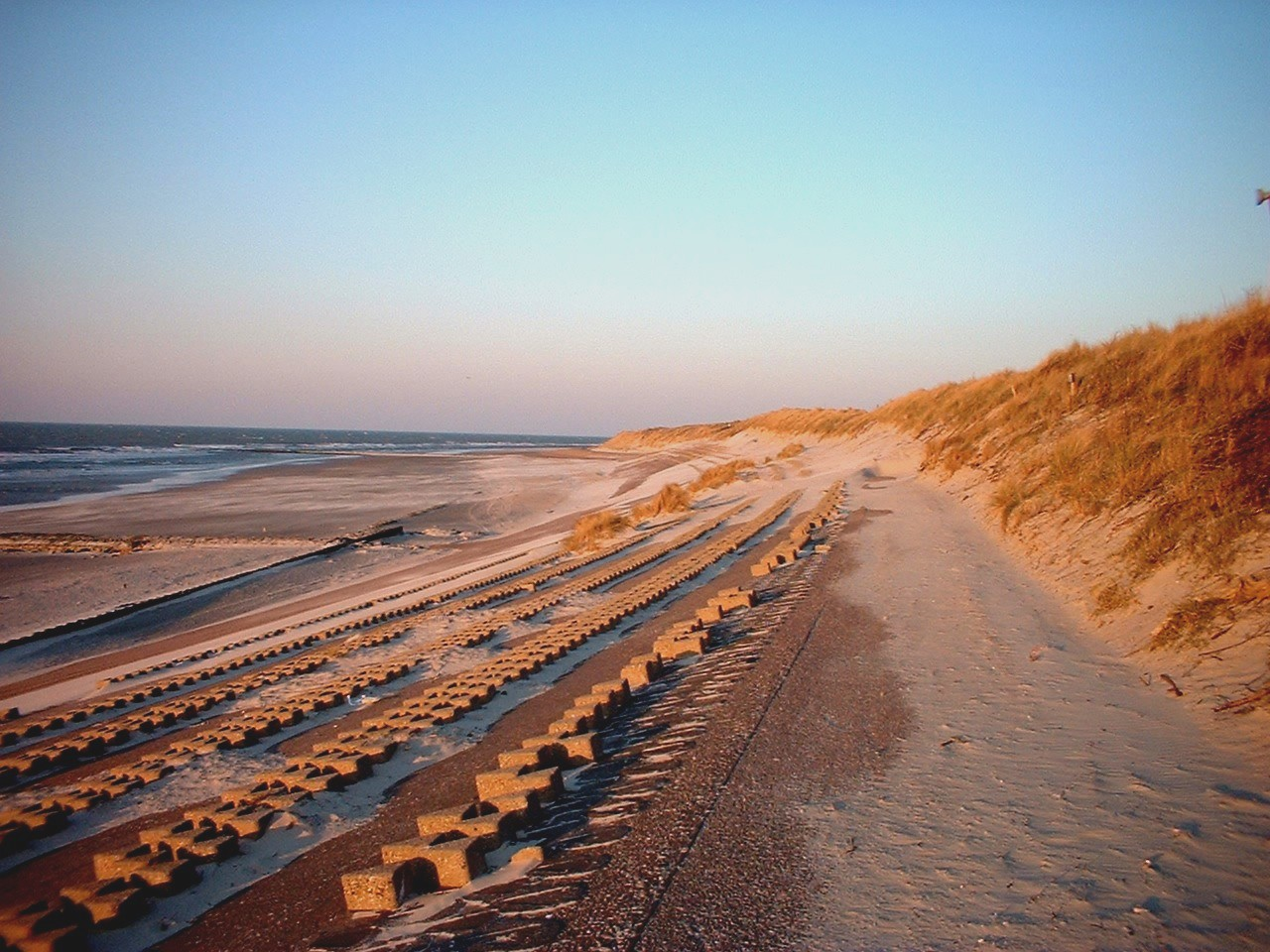
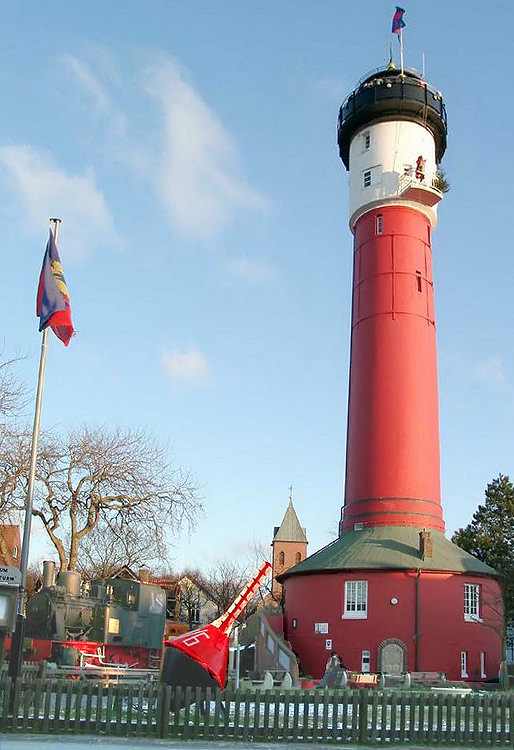